# Uvaria mocoli
Uvaria mocoli är en kirimojaväxtart som beskrevs av De Wild. och Théophile Alexis Durand. Uvaria mocoli ingår i släktet Uvaria och familjen kirimojaväxter. Inga underarter finns listade i Catalogue of Life.